# Geri Halliwell

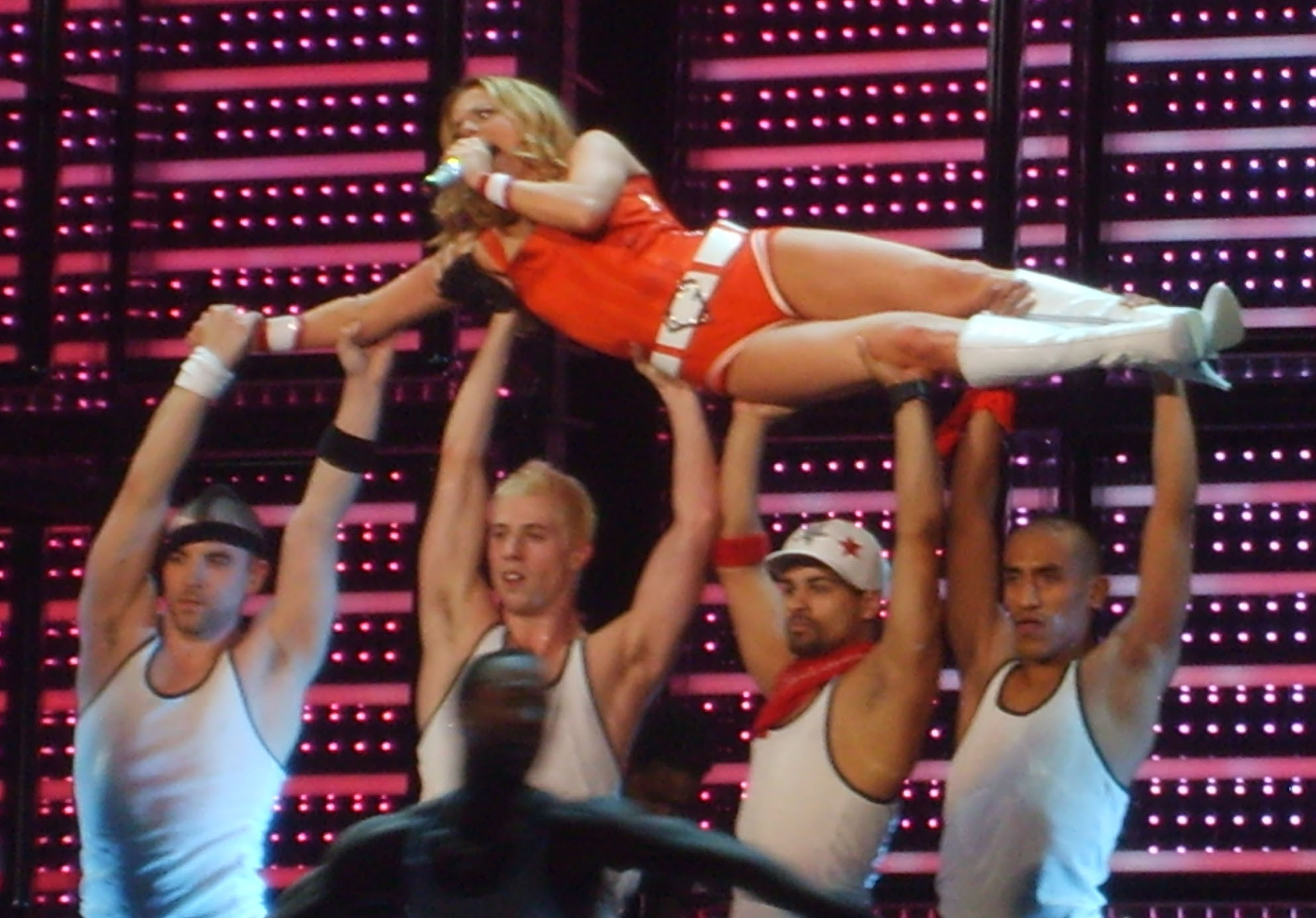
En una actuació el 2008

Geraldine Estelle Halliwell (nascuda a Watford el 6 d'agost de 1972) és una cantant anglesa de pop. Formà part del grup Spice Girls, que assolí un gran èxit mundial durant la dècada dels 90. Geri deixà el grup l'any 1998 i les Spice Girls es dissolgueren l'any 2001.

## Biografia

### Spice Girls
L'any 1994 Geri Halliwell fou escollida, amb Victoria Beckham, Melanie B, Melanie C, i Michelle Stephenson per formar un grup que s'anomenaria "Touch". Però Michelle Stephenson abandonà el grup, i fou substituïda per Emma Bunton.
Finalment, l'any 1995, arribaren a un acord amb Simon Fuller i signaren un contracte amb la discogràfica Virgin. Cada spice girl tenia un sobrenom, i la Geri tenia el nom de "Ginger Spice", a causa dels seus cabells vermells.
Entre el 1995 i el 1998, publicaren dos àlbums, "Spice" i, l'any 1997, "Spice World". L'any 1998, Geri Halliwell confirmà oficialment que deixava les Spice Girls.

### En solitari
Després d'abandonar les Spice Girls, Geri Halliwell canvià radicalment la seva imatge. Es tenyí els cabells de ros, i abandonà la roba provocadora i les plataformes.
L'any 1999 sortí a la venda el seu primer àlbum en solitari: "Schizophonic", que vengué 483.000 còpies al Regne Unit, i més de 3 milions a tot el món, amb cançons com "Look at Me" o "Mi Chico Latino".
"Scream if you wanna go faster" fou el seu segon disc en solitari, que aparegué l'any 2001. Fou especialment coneguda la cançó "It's Raining Men".
L'any 2005 publicà el seu últim disc, "Passion", després del qual cessà el contracte amb EMI per no estar satisfeta amb el tracte rebut per la discogràfica.
Un any després, fou mare per primer cop d'una nena amb el nom de Bluebell Madonna.
Des de llavors, s'ha dedicat a projectes humanitaris, a la publicació de contes infantils, al cinema, i a una retrobada amb la resta d'ex-membres de les Spice Girls.